# Sei stato eletto, Charlie Brown!
Sei stato eletto, Charlie Brown! (You're Not Elected, Charlie Brown) è uno speciale televisivo d'animazione del 1972 diretto da Bill Melendez. È l'ottavo speciale basato sui Peanuts di Charles M. Schulz. 
Il film segna il debutto televisivo di Woodstock, che era già apparso lo stesso anno nel film cinematografico Snoopy cane contestatore. Andò in onda per la prima volta negli Stati Uniti su CBS il 29 ottobre 1972, nove giorni prima delle elezioni presidenziali negli Stati Uniti d'America del 1972 tra Richard Nixon e George McGovern. Nel 1973 lo speciale ha ricevuto una nomination per un Premio Emmy. È stato distribuito in Italia in VHS con il titolo È tempo di elezioni Charlie Brown e in DVD e in streaming su Apple TV+ come Non sei stato eletto, Charlie Brown.

## Trama
Linus concorre come presidente del corpo studentesco, e Lucy e Charlie Brown si occupano della sua campagna elettorale. Durante l'assemblea per il discorso elettorale, Linus ottiene il favore del pubblico, ma in una riunione successiva commette l'errore di parlare del Grande Cocomero, suscitando l'ilarità dei presenti. Il giorno delle elezioni i voti sono alla parità. Il voto decisivo viene dato proprio dall'avversario di Linus, Russell Anderson, che decide a sorpresa di votare per lui, credendo che sarà un presidente migliore. Linus viene quindi dichiarato vincitore con 84 voti a 83. Dopo l'elezione di Linus, Sally lo trascina dal preside per richiedere una vacanza scolastica, ma quando Linus le dice di essere stato ripreso dal preside, Sally lo accusa di essersi venduto.

## Produzione
La storia è basata su una serie di strisce dell'ottobre 1964. Originariamente il titolo del film, con cui venne anche pubblicizzato, sarebbe dovuto essere You're Elected Charlie Brown, ma fu cambiato poco prima della messa in onda in quanto nella trama Charlie Brown non viene direttamente coinvolto nelle elezioni.

## Distribuzione

### Edizione italiana
In Italia il film fu trasmesso il 25 gennaio 1977 su Rete 2. Il doppiaggio venne eseguito dalla Coop. Sincrovox. Successivamente è stato ridoppiato per la trasmissione su Junior TV all'interno della serie The Charlie Brown and Snoopy Show. Nel 2022 è stato distribuito in streaming con un terzo doppiaggio su Apple TV+, come parte della serie I classici Peanuts.

### Doppiaggio
| Personaggio      | Doppiatore originale | Doppiatore italiano (1977) | Doppiatore italiano (anni 90) | Doppiatore italiano (2022) |
| ---------------- | -------------------- | -------------------------- | ----------------------------- | -------------------------- |
| Charlie Brown    | Chad Webber          | Fabio Boccanera            | Martino Consoli               | Arturo Sorino              |
| Snoopy           | Bill Melendez        | Bill Melendez              | Bill Melendez                 | Bill Melendez              |
| Woodstock        | Bill Melendez        | Bill Melendez              | Bill Melendez                 | Bill Melendez              |
| Linus Van Pelt   | Stephen Shea         | Laura Boccanera            | Renata Bertolas               | Leonardo Cococcia          |
| Lucy Van Pelt    | Robin Kohn           | Rosalinda Galli            | Renata Bertolas               | Sara Labidi                |
| Sally Brown      | Hilary Momberger     | Emanuela Rossi             | Angiolina Gobbi               | Matilde Ferraro            |
| Russell Anderson | Todd Barbee          | Anna Teresa Eugeni         |                               |                            |
| Schroeder        | Brian Kazanjian      | Annarosa Garatti           | Guido Bettali                 | Vittorio Thermes           |
| Violet           | Linda Ercoli         | Monica Gravina             | Lella Carcereri               | Carolina Gusev             |

### Edizioni home video
Lo speciale in Italia, è stato distribuito in VHS nel 1986 dalla Multivision con il primo doppiaggio Rai, mentre l'edizione in VHS e DVD pubblicata da Hobby & Work contiene il secondo doppiaggio.

## Riconoscimenti
1973 – Primetime Emmy Awards
- Nomination Outstanding Achievement in Children's Programming - Entertainment/Fictional a Charles M. Schulz